# Зоопарк Гаяни
Зоологічний парк Гаяни (англ. Guyana Zoological Park) — зоологічний сад у Джорджтауні, столиці держави Гаяна. Він розташований у районі Бурда на розі Вліссінген-роуд та Регент-стріт.

## Історія
Перші плани парку для тварин на місці сучасного зоопарку датуються 1880 роком, але вони зустріли опір з боку Королівського сільськогосподарського товариства. 1 січня 1952 року Гаянський зоологічний парк був офіційно відкритий як парк для тварин. Раніше територія зоопарку була частиною Джорджтаунського ботанічного саду.
Зоопарк співпрацює із зоопарком Калгарі. Два зоопарки контактують з 1997 року.

## Види тварин
Зоопарк спеціалізується на фауні Гаяни. Карибські ламантини, різновид ламантинів, жили у ставку на території зоопарку з 1895 року. Сьогоднішні карибські ламантини в зоопарку є нащадками цих тварин. Вони плавають через зоопарк каналом. Найдовше в зоопарку Джорджтауна живе пара гарпій, які є частиною зоопарку з 1952 року і все ще живуть там станом на 2010 рік. Однак в однієї з гарпій після вогнепального поранення залишилося лише одне крило. Серед інших тварин зоопарку — черепахи Arrus, капібари, низинні тапіри, бахромчасті черепахи, великі анаконди, зелені собакоголові змії, ябіру, ягуари, складчатогруді черепахи виду Kinosternon scorpioides, кондори королівські, каймани крокодилові, пуми, гігантські видри, червонолиці павукоподібні мавпи, тремтячі гримучі змії та білоголові саки.

## Оцінка
Зоопарк хвалять за його освітні програми, які наближають школярів до природи. З вхідною платою, еквівалентною менше одного євро (станом на 2010 рік), він вважається одним із найдешевших зоопарків у світі, але його критикують, наприклад, за неналежне утримання тварин. У березні 2010 року Lonely Planet писав: У зоопарку парку є велика колекція захоплюючих тварин, які утримуються в тривожно малих і занедбаних клітках.